# Jonas Smilgevičius
Jonas Smilgevičius est un économiste et homme politique lituanien né le 12 février 1870 à Šoniai, dans la municipalité de Plungė, et mort le 27 septembre 1942 à Kaunas. En février 1918, il est l'un des vingt signataires de la déclaration d'indépendance de la Lituanie.